# 蕭齡之
蕭齡之（587年—656年2月14日），字壽，雍州長安縣（今陝西省西安市市區）人，祖籍蘭陵郡蘭陵縣，唐朝官員，齊高帝之孫蕭子賢之曾孫。

## 生平
隋朝大業年間，蕭齡之補左親侍，不久即遷本衛司兵參軍，加建節尉，不久又拜朝散大夫直內史。蕭齡之跟從隋煬帝在江都郡時，因忠諫忤旨被遣，遷任振武府鷹揚郎將。大業十四年（618年），煬帝被殺，蕭齡之投奔李密，又改投大將軍李淵，授大將軍府員外散騎侍郎、行通事舍人。
唐朝初年，蕭齡之遷任邵州刺史。武德九年（626年），蕭齡之轉任淅州刺史。貞觀元年（627年），蕭齡之轉任山南道觀風俗大使，後被徵還入朝，擔任司農少卿，加散騎常侍。貞觀五年（631年），蕭齡之出任深州刺史。貞觀八年（634年），蕭齡之轉任渝州刺史。蕭齡之因在渝州任內政績卓著，遷任使持節、都督黔施思費充應琰莊矩牂智郎夷十三州諸軍事、黔州刺史。
貞觀十八年（644年），蕭齡之遷任使持節、都督廣韶思循岡端新瀧竇義藥康封雷十四州高崖二府諸軍事、廣州刺史。蕭齡之在廣州任內政績卓著，但卻大肆受賄，收受了嶺南土豪左智遠及馮盎妻等人行賄的金银奴婢。
永徽元年（650年），蕭齡之遷任持節、華州諸軍事、華州刺史。永徽二年（651年），蕭齡之在廣州任內受賄之事被告發，遂被免官削爵，流放嶺南。顯慶元年正月十四日（656年2月14日），蕭齡之去世，享年七十歲。顯慶二年十月六日（657年11月17日），蕭齡之歸葬雍州萬年縣洪原鄉之少陵原。

## 後代
- 子：蕭德昭，中書舍人、兵部侍郎、禮部侍郎、雍州長史、右金吾將軍、蘭陵縣開國子，追贈同州剌史、蘭陵穆公。
  - 孫：蕭璿（652年－717年），字待價，河南尹、上柱國、酇縣開國男。
    - 曾孫：蕭諲，右率府長史[3]。
    - 曾孫：蕭誼（692年－757年），字敦信，正議大夫、守潁王傅、賜紫金魚袋、上柱國。
      - 玄孫：蕭良，彭州錄事參軍。
      - 玄孫：蕭良貞，靈州錄事參軍。
      - 玄孫：蕭良童，宋州虞城縣尉。
      - 玄孫：蕭良緒，吏部常選。
      - 玄孫：蕭良甫[4]

  - 孫：蕭瑷，膳部郎中、河南道宣勞使、晉州刺史[3]。
  - 孫：蕭瑾（？－732年），字温玉，排行第八，蘄州刺史。夫人清河崔氏。
    - 曾孫：蕭説[5]
- 子：蕭德亮，蜀州晉原縣令。
  - 孫：蕭寡尤（655年－726年），字慎言，朝請大夫、行嘉州長史、上柱國。
    - 曾孫：蕭惟岳
    - 曾孫：蕭惟翰[6]
    - 曾孫：蕭惟孝，字子敬，中散大夫、郢州刺史。
      - 玄孫：蕭隱，字德夫，中散大夫、秘書丞。夫人壽昌縣主，唐代宗曾孫涼王之第九女[7]。
        - 五世孫：蕭宏（788年－854年），字裕之，歷官江州參軍、福王府掾、鳳翔府天興縣主簿、少府監丞、敘王府諮議、翼王府諮議、光陵臺令、蔡州別駕、右驍衛將軍、左武衛大將軍，贈左衛大將軍。夫人延陵縣主，欽王李績第二女。
          - 六世孫：蕭琢
          - 六世孫：蕭珙
          - 六世孫女：蕭氏，嫁韋策[8]。

        - 五世孫：蕭寧（789年－839年），字暢之，朝議郎、行門下省符寶郎、上柱國。夫人郭氏，郭子儀曾孫女。
          - 六世孫：蕭頊
          - 六世孫：蕭現，早夭。
          - 六世孫：蕭瓘
          - 六世孫：蕭璟
          - 六世孫女：蕭氏，嫁延州金明縣尉郭仲素[9]。

    - 曾孫：蕭某
      - 玄孫：蕭某
        - 五世孫：蕭某
          - 六世孫：蕭朗，鄉貢進士[8]。

  - 孫：蕭某
    - 曾孫：蕭某
      - 玄孫：蕭某
        - 五世孫：蕭某
          - 六世孫：蕭郃，鄉貢進士[10]。
- 子：蕭德琮，博州長史[3]。